# Ann Melander
Ann Eva Margareta Melander (ur. 18 czerwca 1961 w Lund) – szwedzka narciarka alpejska, zawodniczka klubu Täby SLK.

## Kariera
Pierwsze punkty w zawodach Pucharu Świata Ann Melander wywalczyła 20 lutego 1980 roku w Waterville Valley, zajmując trzynaste miejsce w gigancie. W kolejnych startach wielokrotnie zdobywała punkty, jednak nigdy nie stanęła na podium. Najwyższą lokatę w zawodach tego cyklu wywalczyła 27 lutego 1982 roku w Aspen i 4 marca 1982 roku w Waterville Valley, gdzie giganta kończyła na szóstej pozycji. Najlepsze wyniki osiągnęła w sezonie 1981/1982, kiedy zajęła 27. miejsce w klasyfikacji generalnej i dwunaste w klasyfikacji giganta. W lutym 1980 roku wystartowała na igrzyskach olimpijskich w Lake Placid, zajmując dziewiąte miejsce w slalomie i piętnaste w slalomie gigancie. Brała także udział w rozgrywanych dwa lata wcześniej mistrzostwach świata w Garmisch-Partenkirchen, zajmując czternaste miejsce w slalomie.

## Osiągnięcia

### Igrzyska olimpijskie
| Miejsce | Dzień     | Rok  | Miejscowość | Konkurencja | Czas biegu  | Strata  | Zwyciężczyni |
| ------- | --------- | ---- | ----------- | ----------- | ----------- | ------- | ------------ |
| 15.     | 21 lutego | 1980 | Lake Placid | Gigant      | 2:41,66 min | +5,97 s | Hanni Wenzel |
| 9.      | 23 lutego | 1980 | Lake Placid | Slalom      | 1:25,09 min | +4,73 s | Hanni Wenzel |

### Mistrzostwa świata
| Miejsce | Dzień     | Rok  | Miejscowość            | Konkurencja | Czas biegu  | Strata  | Zwyciężczyni |
| ------- | --------- | ---- | ---------------------- | ----------- | ----------- | ------- | ------------ |
| 14.     | 3 lutego  | 1978 | Garmisch-Partenkirchen | Slalom      | 1:24,85 min | +4,13 s | Lea Sölkner  |
| 15.     | 21 lutego | 1980 | Lake Placid            | Gigant      | 2:41,66 min | +5,97 s | Hanni Wenzel |
| 9.      | 23 lutego | 1980 | Lake Placid            | Slalom      | 1:25,09 min | +4,73 s | Hanni Wenzel |

### Puchar Świata

#### Miejsca w klasyfikacji generalnej
- sezon 1979/1980: 42.
- sezon 1981/1982: 27.

#### Pozostałe miejsca na podium
Melander nigdy nie stanęła na podium zawodów PŚ.